# Первый штурм Вильно (1794)
Первый штурм Вильно — неудачный штурм города, столицы Великого княжества Литовского, одного из центров восстания Костюшки, предпринятый корпусом генерала Б. Ф. Кнорринга 8-9 (19-20) июля 1794 года.
В середине июля 1794 года генерал Михал Виельгорский, командующий польскими повстанческими войсками в Литве и Белоруссии, оставил в Вильно небольшой гарнизон под командованием Ежи Грабовского, а сам с основными силами ушёл в сторону Лиды. Тем временем русский генерал-майор Б. Ф. Кнорринг, видя, что Вильно осталось почти без всякой защиты, в ночь с 6 (17) на 7 (18) июля выступил форсированным маршем из лагеря между Солами и Рачунами на город, перевозя пехоту на повозках.
Корпус Кнорринга (4 000 конницы, 8 000 пехоты, 30 полевых пушек и 26 — артиллерии малого калибра) подошёл к Вильно 7 (18) июля и стал лагерем в полутора милях от города. На высотах, окружающих Вильно, после начала восстания поляками были построены ретраншементы с батареями. Проведя рекогносцировку, Кноррринг решил брать город штурмом. Штурмовать должны были отряды генерал-майора графа Зубова, бригадира Л. Л. Бенингсена и часть отряда генерала Ланского.
8 (19) июля, в 9 часов, утра русские войска четырьмя колоннами двинулись на Вильно. В течение нескольких часов шли бои за ретраншементы на высотах. Русской артиллерии своим огнём удалось подавить и заставить противника вывезти свои орудия с укреплений в город. После этого в три часа дня Кнорринг приказал пехоте тремя колоннами атаковать ретраншементы. Поляки оставили укрепления и успели уйти в город, закрыв ворота. Попытка атаки с ходу, предпринятая из предместья (Заречье) полковником Деевым на Спасские ворота, потерпела неудачу, и он отступил.
Когда провалилась попытка (у С. А. Тучкова — две) вызвать противника на переговоры, Кнорринг приказал подвести артиллерию. Пушки, поставленные на высотах между ретраншементом и предместьем до ночи вели бомбардировку города, в результате чего было сожжено много деревянных домов.
Вечером подошедший от Лиды отряд Виельгорского попытался поддержать обороняющихся горожан, но был отбит. «Неприятель с великою потерею был прогнан и бежал от Вильна по дороге гродненской».
На следующий день, 9 (20) июля, после отказа поляков от переговоров о сдаче города, штурм продолжился. После продолжительной канонады, начавшейся с 4 утра, «высланы были ворваться в город с разных сторон по улицам господин полковник Деев с полком Тамбовским и господин полковник Миллер с батальоном Нарвским и таковым же Псковским с пушками. Для чего и вороты господином артиллерии капитаном и кавалером Тучковым были сорваны. А между тем извне города охотники егери приступили к строениям форштата, открыли по оному стрельбу противу обороняющегося народа, где не только военные, всякого рода обыватели, жиды, но женской пол видим был, из строений стреляющий по нашим».
Во всех местах русские войска «выдерживавши со всех сторон по улицам из домов и отверстий оных сильную стрельбу обывателей из пушек, из ружей и фальконетов, принуждены ретироваться, зажегши только в разных местах строение». Только полковник Миллер со своей колонной смог ворваться через Остробрамские ворота, но, встретив упорное сопротивление, также был вынужден отступить.
Около 6 вечера Кноринг был вынужден отвести войска от Вильно и расположиться лагерем при Немеже. «Ретраншемент былъ нами оставлен. Поляки опять заняли его, исправили и вооружили другими пушками».